# Procanace pauliani
Procanace pauliani är en tvåvingeart som beskrevs av Wayne N. Mathis och Wirth 1979. Procanace pauliani ingår i släktet Procanace och familjen Canacidae.
Artens utbredningsområde är Madagaskar. Inga underarter finns listade i Catalogue of Life.